# 조머엔드뢰드구

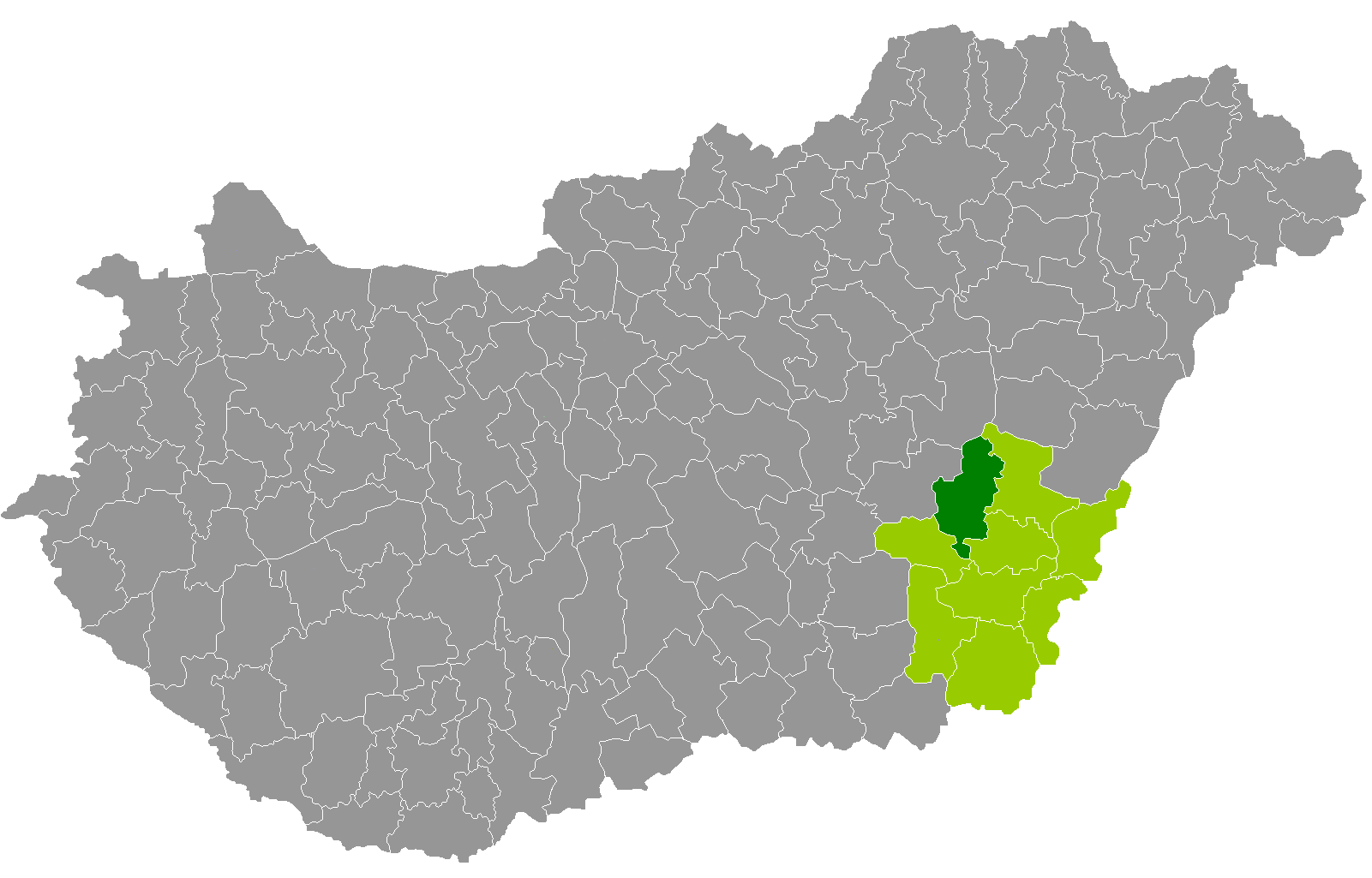
베케시주 지도에 표시된 조머엔드뢰드구의 위치

조머엔드뢰드구(헝가리어: Gyomaendrődi járás)는 헝가리 베케시주에 위치한 구로 구청 소재지는 조머엔드뢰드이며 면적은 686.21km2, 인구는 23,943명(2011년 기준), 인구 밀도는 35명/km2이다.
북쪽으로는 야스너지쿤솔노크주 커르처그구, 동쪽으로는 세그헐롬구, 베케시구, 남서쪽으로는 서르버시구, 서쪽으로는 야스너지쿤솔노크주 메죄투르구와 접한다. 5개 지방 자치체(2개 시, 3개 마을)를 관할한다.

구 문장